# 2000
2000 (MM) fue un año bisiesto que comenzó en sábado en el calendario gregoriano. Fue también el número 2000 anno Domini o de la designación de Era Cristiana, además el último año de la última década del siglo XX, centésimo y último año del siglo XX, milésimo y último del segundo milenio y el primer año del decenio de los años 2000.

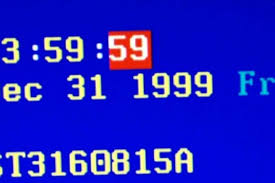
El efecto 2000 ("Y2K")

Según el calendario gregoriano, estas distinciones caen hasta el año 2001, porque se dijo retroactivamente que el siglo I comenzaba con el año 1 d. C. Dado que el calendario gregoriano no tiene el año cero, su primer milenio abarcó desde los años 1 hasta 1000 inclusive y su segundo milenio desde los años 1001 hasta 2000. (Para obtener más información, consulte siglo y milenio).
El año 2000 a veces se abrevia como «Y2K» (la «Y» significa «año» —del inglés year—, y la «K» significa «kilo», es decir «mil»). El año 2000 fue el tema del Problema del año 2000, ya que temían que las computadoras no cambien de 1999 a 2000 correctamente. Sin embargo, para fines de 1999, muchas empresas ya se habían convertido a software existente nuevo o mejorado. Algunos incluso obtuvieron la certificación Y2K. Como resultado de un masivo esfuerzo, ocurrieron relativamente pocos problemas.
El año 2000 fue declarado:
- Año Internacional de una Cultura por la Paz.
- Año Mundial de las Matemáticas.
- Año del Dragón, según el horóscopo chino
- Para la Iglesia católica, gran Jubileo por el bimilenario del nacimiento de Jesucristo (hacia el 4 a. C.).

## Acontecimientos

### Enero
- 1 de enero: 
  - No se manifiestan los fallos «catastróficos» del Y2K (efecto 2000) que se habían predicho en las computadoras de todo el mundo para esta fecha.
  - En la provincia canadiense de Quebec se registra un terremoto de 5,2 que causa daños menores.
- 8 de enero: En Soria (España) se informa de la caída del cielo de un gran trozo de hielo. A lo largo de los meses siguientes, se desata una psicosis sobre este fenómeno, con reportes de multitud de casos similares de caídas de trozos de hielo (incorrectamente llamados aerolitos) en toda España, captando una gran atención por parte de los medios de comunicación.[1][2]
- 10 de enero: la empresa estadounidense AOL (America On-Line) anuncia un acuerdo para comprar la empresa Time Warner por 162 000 millones de dólares.
- 13 de enero: 
  - El papa Juan Pablo II acepta la renuncia de José María Setién, obispo de San Sebastián (España).
  - En Río de Janeiro, Brasil la cantante mexicana Gloria Trevi es detenida junto con su corista Mary Boquitas y su productor Sergio Andrade acusados de rapto, secuestro y violación de menores, siendo posteriormente exonerada.
- 14 de enero: 
  - Un tribunal de las Naciones Unidas sentencia a cinco croatas católicos a más de 25 años de prisión por la matanza de más de 100 musulmanes en una aldea bosnia en 1993.
  - En Guatemala, Alfonso Portillo asume la presidencia.
- 15 de enero: Un terremoto de 5,9 sacude la provincia china de Yunnan matando a 7 personas y causando mucha destrucción.
- 19 de enero: eclipse total de Luna, visible en el continente americano. Este fenómeno presentó 77 minutos de totalidad, fácilmente observado.
- 21 de enero: en Ecuador sucede una revuelta popular ―comandada por un grupo de coroneles e indígenas al mando de Lucio Gutiérrez y Antonio Vargas― que derrocan al gobierno de Jamil Mahuad, en medio de una profunda crisis económica y social. Se forma un triunvirato de Gobierno que dura tres horas, para que en la mañana del 22 de enero, el vicepresidente Gustavo Noboa Bejarano asuma constitucionalmente la presidencia.
  - Se cancela Windows Neptune junto a su contraparte empresarial Odyssey.
- 31 de enero: el vuelo 261 de Alaska Airlines que volaba de Puerto Vallarta (México) a Seattle (Estados Unidos) cae descontroladamente al Océano Pacífico: fallecen sus 88 ocupantes.

### Febrero
- 1 de febrero: en España entra en vigor la nueva Ley de Extranjería.
- 2 de febrero: 
  - En Francia, la policía detiene al histórico dirigente de la banda terrorista ETA, Juan Carlos Iglesias Chouza (alias Gadafi).
  - En México, la Universidad Nacional Autónoma de México, cerrada desde abril de 1999, se convierte en escenario de una manifestación masiva en protesta por la subida de las matrículas y para exigir la participación estudiantil en la reestructuración de la universidad.
- 3 de febrero: 
  - El grupo alemán de telecomunicaciones Mannesmann acepta fusionarse con el británico Vodafone Airtouch.
  - El ejército ruso toma Grozni, la capital chechena.
  - El presidente federal austriaco, Thomas Klestil, encarga la formación de un nuevo gobierno con los populares de Schüssel (Partido Popular -ÖVP-) y la ultraderecha de Haider (Partido Liberal -FPÖ-).
- 5 de febrero: al sur de Grozni (capital de Chechenia), el Ejército ruso perpetra la masacre de Novye Aldi.[3]
- 6 de febrero: 
  - En el pueblo de El Ejido (España), miles de personas se enfrentan violentamente contra los inmigrantes que habitan en la región.
  - En Finlandia, la socialdemócrata Tarja Halonen vence en la segunda vuelta de las elecciones presidenciales al centrista Esko Aho.
  - En la Ciudad de México, dos mil doscientos sesenta elementos de la Policía Federal Preventiva ―por órdenes del presidente Ernesto Zedillo― ingresan a las 6:35 de la madrugada a las instalaciones de la Ciudad Universitaria para romper la huelga estudiantil que por 10 meses paralizó el funcionamiento de la UNAM. No se informan heridos de gravedad.[4]
- 7 de febrero: 
  - En un restaurante de Belgrado es asesinado a tiros Pavle Bulatovic, ministro de Defensa de Yugoslavia.
  - En Croacia, la victoria de Stipe Mesic en las elecciones presidenciales supone el fin del régimen del difunto Franjo Tudjman.
  - El laboratorio Pfizer (creador de la Viagra), y la Warner-Lambert se fusionan en una operación de 90 000 millones de dólares.
  - En Alemania nace la segunda mayor entidad bancaria del mundo tras la fusión de los bancos Deutsche Bank y Dresdner.
- 9 de febrero: en Madrid se inaugura la feria internacional del arte, Arco.
- 11 de febrero: 
  - En Londres, el primer ministro británico Tony Blair anuncia la suspensión de todas las instituciones autónomas de Irlanda del Norte ante la negativa del Ejército Republicano Irlandés (IRA) a entregar las armas.
  - En las aguas del Danubio se desborda una balsa minera con un alto contenido de cianuro.
- 13 de febrero: en Estados Unidos se publica la última tira cómica original de Peanuts (traducido por Carlitos y Snoopy) Charlie Brown, debido al fallecimiento de su autor, Charles Schulz (1922-2000) el día anterior.
- 14 de febrero: la agencia espacial de Estados Unidos consigue colocar la nave espacial Near en la órbita del asteroide Eros, todo un éxito pionero después de los sucesivos fracasos en Marte.
- 15 de febrero: en Alemania, la Unión Demócrata Cristiana de Alemania (el partido de Helmut Kohl), es condenada a pagar 18 millones de marcos (3500 millones de pesetas) por sus «irregularidades contables» (evidencias de soborno).
- 15 de febrero: en Krasnodar se inaugura el primer festival del vino de la Federación Rusa.
- 17 de febrero: 
  - Viktor Klima dimite de su cargo de jefe del Partido Socialdemócrata de Austria (SPÖ) después de obtener el 3 de octubre el peor resultado electoral desde el fin de la Segunda Guerra Mundial.
  - En los Estados Unidos, la empresa Microsoft lanza el sistema operativo Windows 2000.
- 18 de febrero: 
  - En Irán, las elecciones parlamentarias dan la mayoría parlamentaria a los aperturistas partidarios del presidente Mohamed Jatamí.
  - En los Estados Unidos se inaugura el congreso anual de la Asociación Estadounidense para el Avance de la Ciencia (AAAS).
- 19 de febrero: 
  - En Brasil, la banda terrorista PCC (Primer Comando de la Ciudad) ―responsable del narcotráfico en las cárceles brasileñas―, organiza el mayor motín de la historia carcelaria de este país, con el resultado de 17 muertos.
  - El grupo francés Usinor, el luxemburgués Arbe y el español Aceralia presentan en Bruselas su proyecto de fusión para crear el líder mundial de la industria siderúrgica.
- 20 de febrero: en Berlín, el filme Magnolia, de Paul Thomas Anderson, recibe el Oso de Oro en el Festival de Berlín.
- 22 de febrero: 
  - El portavoz del grupo socialista en el Parlamento vasco, Fernando Buesa, y su escolta mueren en el segundo atentado de ETA tras la ruptura de la tregua.
  - La policía española detiene a siete personas en Barcelona y Tarragona por su relación con las actividades presuntamente ilícitas de la asociación Energía Universal y Humana, una de las «sectas prohibidas y peligrosas de la Unión Europea».
- 23 de febrero: 
  - El guitarrista mexicano Carlos Santana consigue ocho premios Grammy, igualando el récord que poseía Michael Jackson, logrado en 1983.
  - En Mozambique el presidente realiza un llamamiento urgente para ayudar a los más de 800 000 damnificados por las recientes inundaciones.
- 24 de febrero: en España, un grupo de investigadores del CSIC y de la UNED logran que ratas parapléjicas vuelvan a andar.

### Marzo
- 1 de marzo: 

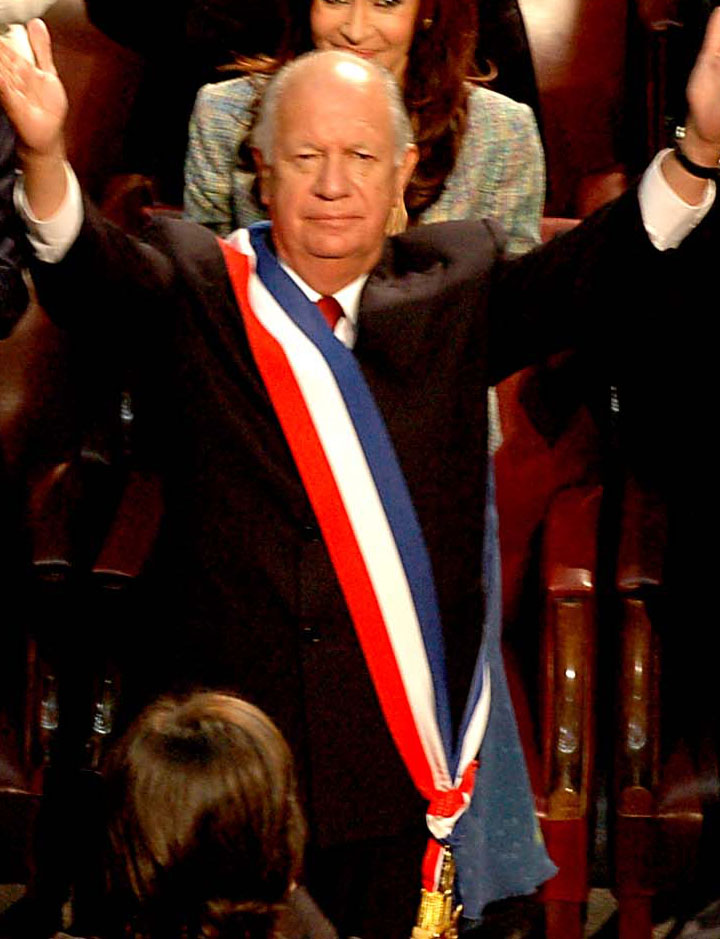
Ricardo Lagos, Presidente de la República de Chile 2000–2006.

  - En Finlandia se reescribe la constitución.
  - En Chechenia, Rusia acepta la presencia internacional para investigar los crímenes cometidos por su ejército.
  - En Chile se inaugura El Mostrador, el primer diario digital de ese país.
  - En Uruguay, Jorge Batlle asume la presidencia.
- 3 de marzo: 
  - Es liberado y regresa a Chile el dictador Augusto Pinochet tras 503 días de detención en Londres.
  - Se cambia a CBS Telenoticias por el nombre Telemundo Internacional.
- 11 de marzo: en Chile asume el 31.er presidente de Chile Ricardo Lagos para el período 2000–2006.
- 12 de marzo: en España el Partido Popular logra la mayoría absoluta en las elecciones legislativas, renovando así José María Aznar su mandato por otros cuatro años.
- 17 de marzo: en Kanungu (a 420 km al suroeste de Kampala, capital de Uganda) Joseph Kibweteere, profeta católico (vidente de la Virgen María) de la iglesia Movimiento para la Restauración de los Diez Mandamientos de Dios, después de equivocarse en su profecía del fin del mundo el 31 de diciembre de 1999, organiza una nueva fiesta de fin del mundo con 530 seguidores, tras la cual el templo se incendió. No hubo sobrevivientes. En los días siguientes se descubre que Kibweteere había hecho asesinar a otros 248 seguidores en otros lugares de Uganda.
- 18 de marzo: en Taiwán, Chen Shui-bian es elegido presidente.
- 26 de marzo: en Rusia, Vladímir Putin es elegido presidente.

### Abril
- 1 de abril: en Japón, el primer ministro Keizō Obuchi sufre un ataque cerebrovascular y entra en coma.
- 1 de abril: en Murcia, se produce el conocido crimen de la catana, en el cual José Rabadán Pardo, de 16 años, asesina a sus padres y a su hermana de 9 años con síndrome de Down para después tratar de fugarse a Barcelona, siendo detenido en Alicante dos días después.
- Inicia el canal infantil Boomerang en Estados Unidos por Turner Broadcasting System.
- 2 de abril: en el Estadio Nacional de Lima un joven muere al ser alcanzado por una bengala mientras veía un partido de fútbol entre Universitario y Unión Minas.
- 3 de abril: en Estados Unidos, la empresa de computadores Microsoft pierde un importante juicio legal por violar las leyes de monopolio y haber puesto un «pulgar opresivo» sobre sus competidores.
- 5 de abril: en Japón, Mori Yoshiro reemplaza a Obuchi como primer ministro.
- 7 de abril: el grupo alemán Bertelsmann y la empresa televisiva del grupo británico Pearson se unen para crear la mayor entidad de radio y televisión y el principal productor televisivo de Europa.
- 17 de abril: en Perlis (Malasia), Tuanku Syed Sirajuddin es coronado rash (‘rey’) tras la muerte de Tuanku Syed Putra.
- 21 de abril: en Perú, sale por primera vez en Viernes Santo, la venerada imagen del Señor de los Milagros en procesión desde el monasterio de Nazarenas hasta la catedral de Lima.
- 22 de abril: en Estados Unidos, agentes federales detienen de manera violenta al niño cubano de 6 años Elián González de la casa de sus parientes en Miami (Florida) y lo devuelven a su padre en Cuba, terminando una de las batallas por custodia más publicitadas de Estados Unidos.
- 23 de abril: en España comienza el primer reality show de la televisión española, Gran Hermano (de origen neerlandés) presentado por Mercedes Milá en Telecinco.
- 25 de abril: 
  - En Estados Unidos, el estado de Vermont decreta la ley HB847, que legaliza las uniones civiles entre parejas del mismo sexo.
  - El cantante mexicano Alejandro Fernández, lanza al mercado su octavo álbum de estudio Entre tus brazos.

### Mayo
- 1 de mayo: la Santa Sede luego de 50 años, reanuda la causa de beatificación de la peruana Luisa de la Torre, conocida por sus devotos como La Beatita de Humay.
- 4 de mayo: en el archipiélago indonesio de Banggai se registra un fuerte terremoto de 7,5 que provoca un tsunami que deja un saldo de 46 muertos y más de 200 heridos.
- 5 de mayo: 
  - Conjunción de todos los astros conocidos en la antigüedad: Mercurio, Venus, Marte, Júpiter, Saturno, la Luna y el Sol.
  - No ocurre el cataclísmico deslizamiento de la capa de hielo que cubre la Antártida, profetizado en 1997 por el escritor estadounidense Richard Noone, que sería causado por el alineamiento planetario, y que propiciarían un deslizamiento de la corteza terrestre.[5]
  - Los primeros ministros del Reino Unido (Tony Blair), e Irlanda (Bertie Ahern) anuncian un plan para restablecer las instituciones autonómicas de Irlanda del Norte el 22 de mayo de 2000, fecha límite para que el IRA entregue las armas.
  - En Irán, el sector reformista que apoya al presidente Muhammad Jatami vence en las elecciones legislativas.
- 8 de mayo: 
  - después de nueve años fuera de circulación, se reinaugura en República Dominicana la revista Ahora, bajo la dirección de Rafael Molina Morillo.
  - fallece el abogado y dirigente político colombiano Mario Galán Gómez.
- 13 de mayo: 
  - En Países Bajos, una explosión en un depósito de fuegos artificiales en la ciudad de Enschede deja 22 muertos y miles de familias sin vivienda. No pudieron llegar a determinarse las causas de la explosión.
  - En Suecia se celebra la XLV Edición de Eurovisión, con la victoria del tema danés Fly On The Wings Of Love, interpretado por el dúo Olsen Brothers.
- 14 de mayo: en Uruguay se celebran las elecciones municipales, donde se elige al intendente y a 31 ediles en cada uno de los 19 departamentos.
- 17 de mayo: en la República Dominicana, Hipólito Mejía, del socialdemócrata y centroizquierdista[6] Partido Revolucionario Dominicano, junto con sus aliados del Acuerdo de Santo Domingo, ganan las elecciones en primera vuelta a Danilo Medina del populista y izquierdista[7] Partido de la Liberación Dominicana con un 49.87% frente al 26.24% de este último. Medina declina participar en la segunda vuelta y reconoce la victoria de Mejía después de que Joaquín Balaguer del conservador y derechista Partido Reformista Social Cristiano también reconociera su derrota en esos comicios.
- 18 de mayo: intento de Golpe de Estado en Paraguay, encabezado por un movimiento insurgente simpatizante con el entonces exiliado General Lino Oviedo.[8]
- 19 y 20 de mayo: El Real Club Deportivo de La Coruña se proclama ganador de la temporada 1999-2000 de la Liga española de fútbol, quedando entre los nueve clubes españoles de fútbol profesional en lograrlo.[9][10][11] En México se celebra la XXVIII (y última) Edición del Festival OTI, con la victoria del tema estadounidense Hierba mala, interpretado por el grupo Hermanas Chirino.
- 23 de mayo: 
  - Al este de la isla de Riou ―unos 20 km al sureste de Marsella (Francia)―, un buzo llamado Luc Vanrell encuentra los restos de un avión P-38 Lightning cerca de donde se encontró el brazalete del escritor y aviador Antoine de Saint-Exuperý. Los restos del avión serán recuperados en octubre de 2003, y el 7 de abril de 2004, investigadores del Departamento de Arqueología Subacuática confirmarán que los restos son los del avión de Saint-Exupéry.[12]
  - La cantautora cubana-estadounidense Gloria Estefan, lanza al mercado su noveno álbum de estudio y tercer álbum realizado en español titulado Alma caribeña, tras los éxitos de Mi tierra (1993) y Abriendo puertas (1995), respectivamente.
- 24 de mayo: en Queens (Nueva York), el rapero estadounidense 50 Cent es tiroteado, pero sobrevive.
- 25 de mayo: 
  - En el Líbano se liberan tierras libanesas después de 22 años de ocupación israelí
  - En Surinam se celebran elecciones legislativas y presidenciales anticipadas. El presidente Wijdenbosch es acusado de corrupción. Ronald Venetiaan es reelecto presidente.
- 26 de mayo: 
  - Dos presuntos miembros de la banda terrorista ETA son detenidos por la policía francesa en Burdeos, tras un tiroteo.
  - En Rusia, la Cámara Baja del Parlamento aprueba la amnistía para más de 100 000 presos.
- 31 de mayo: fallece el percusionista estadounidense Tito Puente.

### Junio
- 4 de junio: 
  - En Sumatra, Indonesia se registra un terremoto de 7,9 que deja 103 muertos y 2.585 heridos.
  - Cerca de Alejandría (Egipto) se descubre la ciudad sumergida de Herakleion.
  - El grupo terrorista vasco ETA asesina al concejal del Partido Popular, Jesús María Pedrosa Urquiza.
- 15 de junio: las dos Coreas cierran un histórico acuerdo, Corea del Sur ayudará a la del Norte con 6000 millones de euros.
- 17 y 21 de junio: Dos terremotos de 6,5 sacuden Islandia dejando algunos heridos.
- 29 de junio: en Guatemala se realiza la última ejecución por Inyección letal
- 30 de junio: 
  - Tragedia de Roskilde (Dinamarca), nueve personas mueren aplastadas en un concierto del grupo musical Pearl Jam.
  - Lanzamiento de «El Reto», la primera edición del juego de cartas Mitos y leyendas.

### Julio
- 2 de julio: 
  - En Lima, Perú se inaugura el Estadio Monumental del Universitario de Deportes.
  - En México es elegido presidente Vicente Fox, candidato del derechista Partido Acción Nacional. Es el primer presidente de ese país en 70 años que no es del Partido Revolucionario Institucional (PRI).[13]
- 6 de julio: en Nicaragua se registra un terremoto de 5,4 que deja 7 fallecidos y más de 40 heridos.
- 10 de julio: en el sur de Nigeria explota un oleoducto, matando a más de 250 aldeanos que excavaban para robar gasolina.
- 20 de julio: fallece el narcotraficante y ganadero boliviano Roberto Suárez Gómez.
- 22 de julio: en España, José Luis Rodríguez Zapatero es elegido secretario general del PSOE.
- 25 de julio: en Francia, uno de los aviones supersónicos Concorde se estrella poco después de su despegue desde París. Mueren las 109 personas que viajaban a bordo y 4 personas más en tierra.
- 26 de julio: en Colombia nace el movimiento político MIRA.
- 28 de julio: en Perú, Alberto Fujimori se convierte por tercera vez en presidente tras ganar las elecciones generales del 2000. Mientras juramentaba, en las calles de Lima, una gran manifestación llamada Marcha de los Cuatro Suyos trató de impedir la asunción de Alberto Fujimori. Esta masiva protesta dejó 6 muertos, centenares de heridos y millones en pérdidas materiales.
- 29 de julio: en Buenos Aires (Argentina) se suicida el Dr. René Favaloro, primero en realizar una operación cardiovascular con baipás para reparar la insuficiencia arterial.
- 30 de julio: en Venezuela, Hugo Chávez es elegido presidente por segunda vez para el período 2000-2006.
- 30 de julio: en las islas Izu de Japón se registra un terremoto de 6,5.

### Agosto
- 8 de agosto: 
  - En Estados Unidos: el submarino confederado H. L. Hunley es extraído del fondo del océano después de 136 años de su hundimiento.
  - En Chile, la Corte Suprema ratifica el desafuero de Augusto Pinochet concedido por la Corte de Apelaciones de Santiago a raíz del caso «Caravana de la Muerte».
- 12 de agosto: en el mar de Barents (Rusia) se hunde el submarino ruso K-141 Kursk.
- 14 de agosto: en Estados Unidos se estrena el programa de televisión infantil Dora, la exploradora.
- 16 de agosto: Hipólito Mejía asume como presidente de la República Dominicana.
- 25 de agosto: la cantante surcoreana BoA hace su debut con su álbum ID;Peace B.
- 31 de agosto: se desploma el valor del euro tras la elevación de los tipos de interés por parte del Banco Central Europeo.

### Septiembre
- 2 de septiembre: se transmite por primera vez en Venezuela, La guerra de los sexos, el popular programa de concursos con personalidades artísticas de Venezuela y América Latina, siendo como bloque de Super Sábado Sensacional de Venevisión.
- 3 de septiembre: en el estado de California se registra un terremoto de 5,0.
- 5 de septiembre: Tuvalu se une a la ONU.
- 8 de septiembre: la venezolana Vivian Inés Urdaneta Rincón es coronada como Miss Internacional 2000, otorgándole la tercera corona a Venezuela en dicho concurso.
- 9 de septiembre: Año Santo Jubilar, la Conferencia Episcopal Panameña proclama oficialmente a Santa María La Antigua como Patrona de la República de Panamá.
- 14 de septiembre: 
  - La empresa estadounidense Microsoft lanza al mercado el sistema operativo Windows ME.
  - En Lima, Perú son presentados por primera vez los Vladivideos, que fue el inicio del fin de la dictadura fujimorista.
- 15 de septiembre: 
  - Inauguración de los Juegos Olímpicos de Sídney 2000, 27.ª edición de las Olimpiadas de la era moderna.
  - En Surinam, Ronald Venetiaan asume su segundo gobierno presidencial.
- 26 de septiembre: el movimiento antiglobalización promueve la contracumbre de Praga, que abortó la reunión conjunta del Fondo Monetario Internacional y el Banco Mundial.
- 28 de septiembre: 
  - En Dinamarca, los daneses votan en referéndum contra la adopción del euro en ese país.
  - En Israel, Ariel Sharón con 1000 hombres armados visita el Monte del Templo, provocando un incremento en los desórdenes civiles palestinos y una escalada de violencia que desembocaría en la intifada de al-Aqsa.

### Octubre
- 1 de octubre: en Australia terminan los Juegos Olímpicos de Sídney 2000.
- 3 de octubre: Radiohead saca su álbum Kid A siendo el más vendido de su carrera.
- 6 de octubre: en Argentina, Carlos Álvarez dimite como vicepresidente del país.
- 6 de octubre: en Japón, un terremoto de 6,7 sacude la prefectura de Tottori dejando decenas de heridos.
- 8 de octubre: Michael Schumacher se proclama campeón de la Fórmula 1, consiguiendo su tercer título mundial, y el primero con la escudería Ferrari.
- 11 de octubre: en el condado de Martin (Estados Unidos) se derraman 950 millones de litros de fango de carbón. Se considera el desastre ambiental más grande luego del derrame de petróleo del barco Exxon Valdez (en Alaska).
- 12 de octubre: en Adén (Yemen) el USS Cole es gravemente dañado cuando dos suicidas detonan un pequeño bote cargado de explosivos junto al destructor de la Marina de los Estados Unidos, matando a 17 tripulantes y dejando un saldo de 39 heridos.
- 14 de octubre: entre los municipios de Cáqueza y Chipaque en Colombia, se produce un grave accidente en la ruta de Bogotá-Villavicencio donde un bus de turismo perdió el control y se precipito hacia el abismo ocasionando la muerte de 25 personas.
- 19 de octubre: Venezuela suscribe el Acuerdo Energético de Caracas con diez países de Centroamérica y el Caribe: Costa Rica, El Salvador, Panamá, Haití, República Dominicana, Honduras, Nicaragua, Guatemala, Jamaica y Belice, estableciendo que Venezuela vendería petróleo bajo condiciones preferenciales de pago, algunas de las cuales fueron un año de gracia y quince años de crédito, con 2% de tasa de interés anual.[14]
- 28 de octubre: en Barcelona, celebra su centenario el club de fútbol RCD Español.
- 31 de octubre: el «comando Madrid» de la banda terrorista ETA perpetra un atentado con coche bomba contra un vehículo en que viajan un magistrado del Tribunal Supremo, su chófer y su escolta, todos fallecen en el acto, también resulta afectado un autobús de la EMT de la línea 53. El conductor fallecerá 9 días después.
- Decreto 1011 en Venezuela promovido por el presidente Hugo Chávez sobre la educación. El decreto fue polémico y generó el primer movimiento opositor fuerte en contra del presidente Chávez que movilizó a decenas de miles de personas de la sociedad civil durante el resto del año 2000 a protestar contra el decreto bajo el lema “con mis hijos no te metas”.[15] A pesar de la insistencia con la implementación del decreto, no pudo ser puesto en práctica debido a la oposición y las críticas de la sociedad civil.[16][17]

### Noviembre
- 3 de noviembre: en la estación Estación Espacial Internacional ―cuyo montaje se había iniciado en 1998― comienza a vivir la primera tripulación permanente.
- 5 de noviembre: en Ecuador, desciende por segunda y última vez en su historia la Liga Deportiva Universitaria de Quito a la Serie B.
- 7 de noviembre: 
  - En Estados Unidos en una reñida elección, el candidato republicano George W. Bush derrota al vicepresidente demócrata Al Gore, pero los resultados finales no se conocerán durante un mes, debido al falaz recuento de los votos en el estado de Florida.
  - En Estados Unidos, Hillary Clinton es elegida senadora. Es la 1.ª «primera dama» estadounidense que obtiene un cargo público.
  - En Puerto Rico, Sila M. Calderón, del PPD, es electa como primera mujer gobernadora en la historia de Puerto Rico. Con el 48.6% (978,860)  de los votos derrota al candidato del PNP Carlos Pesquera, quien obtuvo el 45.7% (919.194) de los sufragios y Rubén Berrios del PIP que obtuvo el 5.2 % de la votación. (104,705) Sila Calderón también ganó ambos cuerpos legislativos, el Senado y la Cámara de Representantes.
  - En España, denuncian a Pepe Rei por el vídeo en el que justifica el asesinato de José Luis López de Lacalle.
  - En España, Repsol YPF triplica sus beneficios por la subida del petróleo.
  - En España, la Sociedad de Bolsas endurece las condiciones para la ponderación de las empresas que cotizan en el Ibex.
  - España cierra la frontera a las reses reproductoras procedentes de Francia e Irlanda por el mal de las vacas locas.
  - En los Estados Unidos, la banda británica de rock alternativo Coldplay, lanza al mercado su álbum debut de estudio titulado Parachutes.
- 11 de noviembre: en Kaprun (Austria) mueren 155 esquiadores al incendiarse un teleférico en un túnel alpino.
- 14 de noviembre: en Estados Unidos, se lanza la versión 6.0 del Netscape Navigator tras dos años de desarrollo de fuente abierta, basándose en el navegador de internet Mozilla.
- 16 de noviembre: 
  - Bill Clinton es el primer presidente estadounidense que visita Vietnam, después de 24 años de terminada la guerra de Vietnam (1955-1975) donde intervino Estados Unidos en una invasión escalada que comenzó en 1965.
  - Dos terremotos de 8,0 y 7,8 sacuden la isla de Nueva Irlanda, en Papúa-Nueva Guinea, dejando 2 muertos.
- 17 de noviembre: en los Estados Unidos se lanza el videojuego The Legend of Zelda: Majora's Mask, para la consola Nintendo 64.
- 21 de noviembre: 
  - En Perú el neoliberal Alberto Fujimori es destituido de oficio, tras 10 años como presidente luego de renunciar a la presidencia mediante un comunicado enviado por fax desde Japón.
  - En el Congreso de la República del Perú, en Lima, Valentín Paniagua Corazao asume como 56.° presidente del Perú con el objetivo de convocar a nuevas elecciones presidenciales luego de ser el tercero en la línea de sucesión presidencial del Perú.
  - En España, ETA asesina al exministro socialista Ernest Lluch en el garaje de su vivienda.
- 25 de noviembre: Un terremoto de 6,8 deja 26 muertos en Bakú (Azerbaiyán).
- 27 de noviembre: en Canadá, Jean Chrétien es reelegido primer ministro y el partido liberal aumenta su mayoría en la Cámara de los Comunes.
- 28 de noviembre: el Club Atlético Boca Juniors le gana 2-1 al Real Madrid Club de Fútbol la Copa Intercontinental 2000 con sede en Japón, consiguiendo su segundo título mundial a nivel de clubes.
- 30 de noviembre: 
  - En España, el Palmeral Histórico de Elche es declarado Patrimonio de la Humanidad por la Unesco.
  - En la Ciudad de México se inaugura el segundo tramo de la Línea B del Metro, desde Villa de Aragón a Ciudad Azteca.[13]
  - En Irak, el gobierno de Sadam Huseín rechaza las nuevas propuestas del Consejo de Seguridad de la ONU para realizar más inspecciones en busca de armas de destrucción masiva.

### Diciembre
- 1 de diciembre: en México, Vicente Fox toma posesión como presidente de la República.[13]
- 2 de diciembre: los Smashing Pumpkins dan su último concierto en la sala Metro de Chicago.
- 3 de diciembre: en Costa Rica se funda el Partido Acción Ciudadana que obligará en las elecciones de 2002 a una segunda ronda. Su candidato fue Ottón Solís Fallas.
- 4 de diciembre: en Bogotá (Colombia) se inaugura el sistema de transporte masivo Transmilenio, luego de dos años de obras.
- 4 de diciembre: en Madrid, fallece Julián Infante a los 43 años, fundando de las bandas Tequila y Los Rodríguez.
- 5 de diciembre: Andrés Manuel López Obrador, asume como jefe de Gobierno del Distrito Federal de México.
- 6 de diciembre: un terremoto de 7,0 deja 11 muertos en Turkmenistán.
- 10 de diciembre: en la depresión de Afar del Gran Valle del Rift (Etiopía), el paleoantropólogo etíope Zeresenay Alemseged (1969-) descubre los restos fósiles de Selam, una niña de 3 años de edad de la especie Australopithecus afarensis, de 3,3 millones de años de antigüedad.
- 11 de diciembre: 
  - En San Juan Despí, Cataluña, España, se coloca la primera piedra de la Ciudad Deportiva Joan Gamper del Fútbol Club Barcelona.
  - En Roma, Italia, en la gala anual de la FIFA, el Real Madrid Club de Fútbol fue otorgado como el Club del Siglo de la FIFA
  - En Roma, Italia, en la gala anual de la FIFA, Pelé y Diego Maradona fueron los ganadores del Jugador del Siglo de la FIFA. Maradona ganó el premio basado en encuesta por internet, mientras que Pelé ganó el Premio basado en los votos de los Funcionarios de la FIFA, periodistas y entrenadores.
- 13 de diciembre: en el estado de Texas (Estados Unidos) el grupo de los fugitivos Texas 7 huyen de la cárcel de Kenedy.
- 15 de diciembre: en la Central nuclear de Chernóbil, el presidente ucraniano Leonid Kuchma da una orden directa por teleconferencia de apagar el último reactor en funcionamiento de dicha planta nuclear.
- 16 de diciembre: 
  - En Bogotá (Colombia), el TransMilenio comienza a prestar servicios con sus buses articulados y alimentadores.
  - Monarcas Morelia obtiene su primer título de liga en el Invierno 2000 ante Toluca. Es el último campeón del fútbol mexicano del siglo XX y del II Milenio.
- 18 de diciembre:
  - En Santa Catarina (México) un tren de carga choca contra un camión urbano de pasajeros, dejando un saldo de 16 muertos.
  - En México erupciona el volcán Popocatépetl.
- 31 de diciembre: último día del siglo XX y del milenio II.

## Arte y literatura
- 6 de enero: Lorenzo Silva obtiene el premio Nadal por su novela El alquimista impaciente.
- Arturo Pérez-Reverte: El oro del rey, cuarta entrega de la serie de Las aventuras del capitán Alatriste.
- Arturo Pérez-Reverte: La carta esférica.
- Dan Brown: Ángeles y demonios.
- Miguel Argaya publica Pregón de trascendencias.
- La daga del sarraceno del autor andorrano Albert Salvadó.
- Dejan Stojanović: Znak i njegova deca (El signo y sus hijos),[18] Prosveta, Belgrado.
- Dejan Stojanović: Oblik (La forma),[19] Gramatik, Podgorica, Montenegro.
- Dejan Stojanović: Tvoritelj (El creador),[20] Narodna knjiga, Alfa, Belgrado.
- Dejan Stojanović: Krugovanje (Circulando),[21] Narodna knjiga, Alfa, Belgrado.

## Tecnología
- 21 de junio: la NASA encuentra restos de agua helada en Marte. Las fotografías reflejan la existencia de canales y lagos.
- 9 de octubre: lanzamiento de la sonda espacial HETE-2.
- 20 de noviembre: se lanza el  procesador Pentium 4

## Videojuegos y Consolas

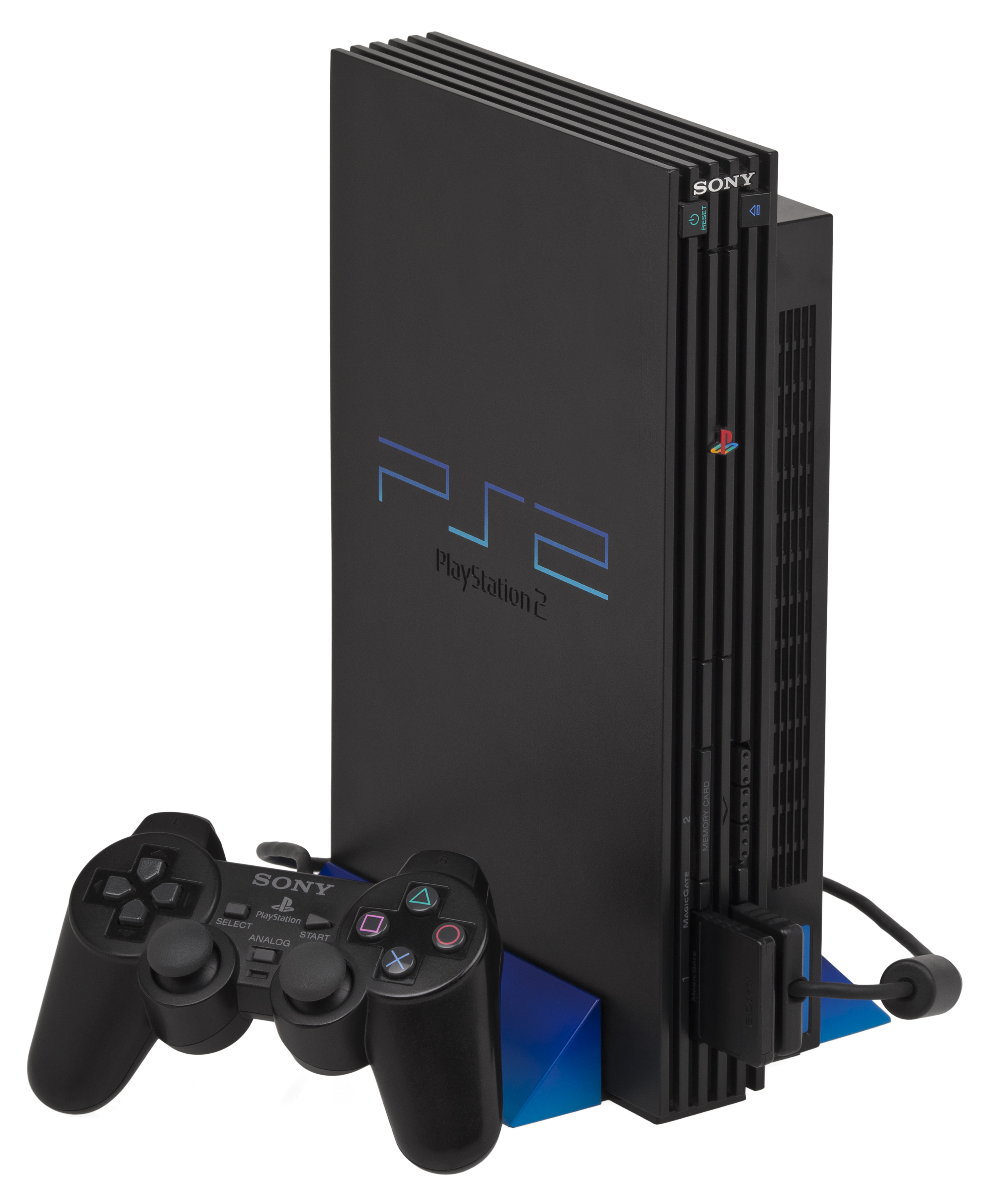
PlayStation 2

- 24 de enero: Nintendo y Hudson Soft lanza Mario Party 2 en EE. UU. y Europa.
- 31 de enero o 4 de febrero: la empresa Electronic Arts lanza al mercado Los Sims, videojuego de estrategia y simulación social.
- 4 de marzo: sale a la venta en Japón la consola PlayStation 2 de Sony.
- 4 de marzo: Capcom y Arika lanzan Street Fighter EX3 además de ser el primer videojuego para la consola PlayStation 2.
- 30 de junio: Midway Games lanza el videojuego Mortal Kombat: Special Forces únicamente para la consola PlayStation.
- Squaresoft saca a la venta Final Fantasy IX el último juego de la franquicia en la PlayStation original.
- Lanzamiento de Resident Evil Code: Veronica, videojuego de terror y supervivencia.
- Es publicada por Eidos Interactive, Tomb Raider Chronicles, quinta entrega de la serie.
- Konami crea Dance Dance Revolution 4thMIX, después de las arcades Dance Dance Revolution Solo de la misma compañía.
- 21 de julio: Nintendo saca a la venta el videojuego Mario Tennis para Nintendo 64.
- 8 de septiembre: Namco Hometek Inc. saca a la venta el videojuego Ms. Pac-Man Maze Madness para PlayStation, Nintendo 64 y Dreamcast.
- 11 de octubre: Sony saca a la venta el videojuego Spyro: Year of the Dragon, para PlayStation además de ser el último juego desarrollado por Insomniac Games para la franquicia Spyro.
- 26 de octubre: Sony saca a la venta su más taquillera y popular videoconsola PlayStation 2 en Estados Unidos
- 6 de noviembre Sony y Eurocom saca a la venta el videojuego Crash Bash para PlayStation.
- SEGA saca a la venta Sonic Shuffle

## Deporte

### Juegos Olímpicos
- Se celebran los Juegos Olímpicos 2000 de verano en Sídney (Australia).

### Fútbol

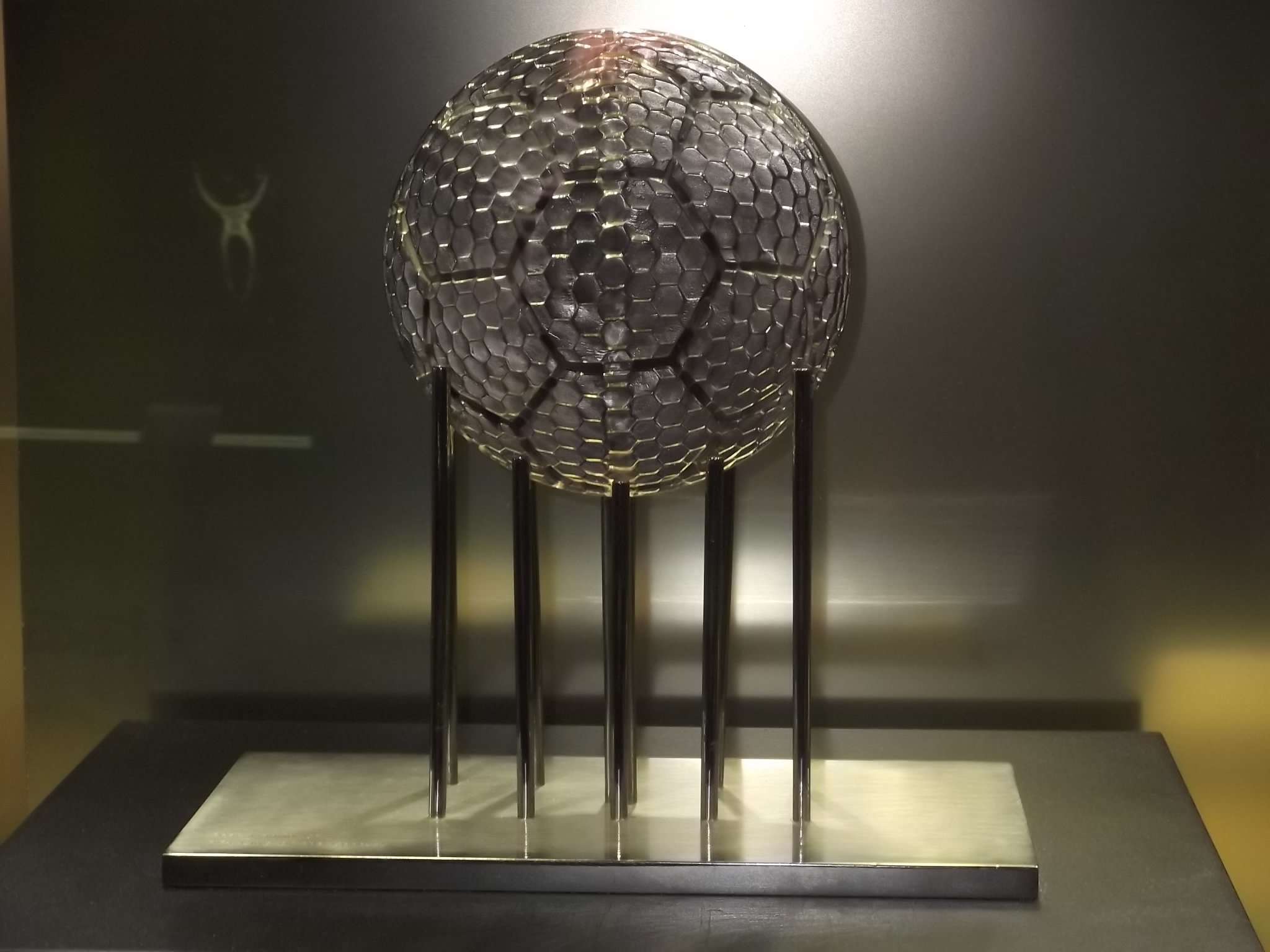
Trofeo «Club del siglo de la FIFA» otorgado al Real Madrid Club de Fútbol

- Copa Europea de Naciones de la UEFA: Francia, campeón.
- Copa Asiática: Japón consigue su segundo de cuatro títulos.
- Copa Intercontinental: Boca Juniors (Argentina), campeón.
- Copa Libertadores de América: Boca Juniors (Argentina), campeón, al derrotar en la final al Palmeiras (Brasil).
- Primera división argentina: Club Atlético River Plate se consagra campeón tras el Torneo Clausura. Por su parte, Boca Juniors obtiene el Torneo Apertura.
- Liga de Campeones (Champions League): el Real Madrid se proclama campeón al derrotar al Valencia CF por 3-0 en la final de París (Francia).
- Copa de la UEFA: el Galatasaray turco gana la Copa de la UEFA al derrotar al Arsenal FC inglés en la tanda de penales la final disputada en Copenhague (Dinamarca).
- Liga española de fútbol: Deportivo de La Coruña, campeón.
- Liga Inglesa (FA Premier League): Manchester United, campeón.
- Liga Italiana (Serie A): Lazio de Roma, campeón.
- Liga Alemana (Bundesliga (Alemania)): Bayern Múnich, campeón.
- Campeonato Uruguayo de Fútbol:  Club Nacional de Football.
- Campeonato Chileno de Fútbol: Universidad de Chile.
- Primera división mexicana:
  - Verano 2000: Toluca 7: 1 Santos.
  - Invierno 2000: Morelia 3: 3 (5-4) Toluca.
- Fútbol Profesional Colombiano: América de Cali.
- Balón de Oro: el portugués Luís Figo (Real Madrid), proclamado mejor futbolista del mundo del año 2000, según la revista France Football.
- Club del Siglo de la FIFA: Real Madrid Club de Fútbol, Otorgado el 11 de diciembre de 2000.
- Jugador del Siglo de la FIFA: Pelé y Diego Maradona, Otorgado el 11 de diciembre de 2000.
- Copa Merconorte, Atlético Nacional.
- Liga Peruana de Fútbol: Universitario de Deportes se consagra tricampeón peruano.
- Liga paraguaya de fútbol Club Olimpia.
- Campeonato Ecuatoriano de Fútbol: Olmedo de Riobamba se consagra campeón por primera vez, además es el primer club fuera de Guayaquil y Quito en conseguirlo.
- Primera División de Venezuela: Deportivo Táchira.
- Liga Nacional de Fútbol Profesional de Honduras: Club Deportivo Motagua

### Baloncesto
- NBA: Los Angeles Lakers, campeón, al derrotar en la final a Indiana Pacers por 4-2.
- Copa de Europa de Baloncesto: el Panathinaikos (Grecia), campeón, al derrotar en la final de Tessalonica, Grecia, al Maccabi Tel Aviv (Israel) por 73 a 67.
- Copa Saporta: AEK Atenas (Grecia), campeón al derrotar en la final de Lausanna (Suiza) al Kinder Bolonia italiano por 83-76.
- Copa Korac: Unicaja Málaga, campeón, al derrotar al Limoges en la final a doble partido.
- Liga ACB: Real Madrid, campeón, al derrotar al Barcelona en el quinto partido de la final disputado en el Palau Blaugrana de Barcelona.

### Balonmano
- Copa de Europa de Balonmano: el Barcelona, campeón, hace historia al conseguir su sexta Copa de Europa, y quinta consecutiva.

### Tenis
- Abierto de Australia: Hombres: Andre Agassi a Yevgeny Kafelnikov. Mujeres: Lindsay Davenport a Martina Hingis.
- Roland Garros: Hombres: Gustavo Kuerten a Magnus Norman. Mujeres: Mary Pierce a Conchita Martínez.
- Wimbledon: Hombres: Pete Sampras a Patrick Rafter. Mujeres: Venus Williams a Lindsay Davenport.
- US Open: Hombres: Marat Safin a Pete Sampras. Mujeres: Venus Williams a Lindsay Davenport.

- Masters: Gustavo Kuerten
- Copa Davis: España se proclama campeona y gana su primera ensaladera al derrotar, en el Palau Sant Jordi de Barcelona, a Australia, por 3 a 1. El equipo español está formado por Albert Costa, Àlex Corretja, Juan Carlos Ferrero y Joan Balcells.
- Copa Federación: Estados Unidos se proclama campeona al derrotar a España en la final con un contundente 5-0.

### Automovilismo
- Fórmula 1: Michael Schumacher se proclama campeón, consiguiendo su tercer título mundial, y el primero con la escudería Ferrari.
- Campeonato del Mundo de Rallys: Marcus Grönholm.
- Rally París-Dakar: Jean-Louis Schlesser.
- 500 millas de Indianápolis: Juan Pablo Montoya.

### Motociclismo
- Campeonato del Mundo de Motociclismo:
  - 500 cc: Kenny Roberts Jr (Suzuki), campeón.
  - 250 cc: Olivier Jacque (Yamaha), campeón.
  - 125 cc: Roberto Locatelli (Aprilia), campeón.
- Rally París-Dakar: Richard Sainct.

### Ciclismo
- Tour de Francia: Lance Armstrong gana su segundo Tour consecutivo, este tour al igual que ganó el estadounidense quedarán vacantes por la decisión tomada por la UCI ante el informe realizado por la USADA al comprobarse el uso de sustancia dopantes como EPO.
- Vuelta a España: Roberto Heras se proclama vencedor.
- Giro de Italia: Stefano Garzelli, italiano, ganador.
- Campeonato del Mundo de ciclismo: vence Romāns Vainšteins.

### Otros deportes
- El F. C. Barcelona, campeón de la Copa de Europa de Hockey sobre patines.
- La selección española de fútbol sala gana el campeonato del mundo de la FIFA en Ciudad de Guatemala ante Brasil por 4-3.
- Juan Carlos Loaiza y Eduardo Tamayo ganan el Campeonato Nacional de Rodeo de 2000.
- Entre el 18 y el 29 de octubre de 2000 se realizaron los XI Juegos Paralímpicos en Sídney.

## Cine
- 1 de enero: Fantasia 2000 de Roy E. Disney.
- 6 de enero: Condor Crux de Juan Pablo Buscarini, Swan Glecer y Holcer.
- 31 de marzo: La ruta hacia El Dorado de Eric Bibo Bergeron y Don Paul.
- 26 de abril: Monday de Hiroyuki Tanaka.
- 28 de abril: Destino final de James Wong.
- 5 de mayo: Gladiator de Ridley Scott.
- 12 de mayo: Los demonios en mi puerta de Jiang Wen, en el Festival de Cannes.
- 17 de mayo: Dancer in the dark de Lars von Trier, en el Festival de Cannes.
- 19 de mayo: Dinosaurio de Ralph Zondag y Eric Leighton.
- 16 de junio: Titan A. E. de Don Bluth y Gary Goldman; y Amores Perros de Alejandro González Iñarritu.
- 23 de junio: Pollitos en fuga de Nick Park y Peter Lord.
- 7 de julio: Scary Movie de Keenen Ivory Wayans.
- 13 de julioː X Men de Bryan Singer.
- 9 de septiembre: Siwolae de Hyun-Seung Lee.
- 22 de septiembre: El Exorcista de William Friedkin (reestreno con nuevas escenas).
- 6 de octubre: Requiem for a dream de Darren Aronofsky.
- 17 de noviembre: El Grinch de Ron Howard.
- 17 de noviembre: "Rugrats en París: La película" de Stig Bergqvist.
- 22 de noviembre: 102 dálmatas de Kevin Lima.
- 15 de diciembre: Colega, ¿dónde está mi coche? de Danny Leiner.

Todas las fechas pertenecen a los estrenos oficiales de sus países de origen, salvo que se indique lo contrario.

## Música

### Noticias
- Se disuelve la banda de rock alternativo, The Smashing Pumpkins.
- Se reintegra el conjunto de heavy metal argentino Rata Blanca.

### Publicaciones y grabaciones
- 30 Seconds To Mars: Death Magic
- 50 Cent: The power of the dollar
- A Perfect Circle: Mer de Noms
- Ace of Base: Greatest hits
- AC/DC: Stiff Upper Lip
- Adriana Lucía: Te amaría
- Afu-Ra: Body of the life force (10 de octubre).
- a-ha: Minor Earth Major Sky
- Alizée: Gourmandises
- Alejandro Fernández: Entre tus brazos.
- Alejandro Lerner: Si quieres saber quién soy.
- Alejandro Sanz: El alma al aire
- Amaral: Una pequeña parte del mundo
- Ana Gabriel: Eternamente
- Anahí: Baby blue
- Anastacia: Not that kind (álbum debut).
- Andrés Calamaro: El salmón
- Aqua: Aquarius
- At The Drive-In: Relationship of Command
- Azúcar Moreno: Amén
- Babasónicos: Groncho
- Barricada: Acción directa
- Belle Pérez: Hello world
- Big L: The Big Picture
- Björk: Selmasongs
- Blink-182: The Mark, Tom and Travis Show
- Blur: The best of
- Blonde Redhead: Melody of certain damaged lemons
- Blonde Redhead: Mélodie citronique EP
- Blondie: Live in New York
- Binomio de Oro de América: Difícil de igualar
- Bobby Pulido: Zona de peligro
- Bon Jovi: Crush
- Bouquet Garni: Bouquet Garni (21 de marzo).
- Bow Wow: Beware of dog
- Britney Spears: Oops!... I did it again
- BoA: ID;Peace B (25 de agosto)
- Brujería: Brujerizmo
- B'z: Eleven (6 de diciembre).
- Camilo Sesto: El fantasma de la ópera
- Celia Cruz: Siempre viviré
- Chay Vdvoëm: Неродная
- Chayanne: Simplemente
- Children Of Bodom: Follow the reaper (30 de octubre).
- Christina Aguilera: Mi reflejo
- Coldplay: Parachutes
- Collective Soul: Blender
- Cradle of Filth: Midian
- Damas Gratis: Para los pibes
- Decapitated: Winds of creation
- Deftones: White pony
- Disturbed: The Sickness
- Diskoteka Avariya: Марафон
- Diskoteka Avariya: Авария Против!
- Diskoteka Avariya: Все Хиты: Авария Против!
- Doves: Lost Souls
- Do As Infinity: Break of Dawn (23 de marzo).
- Eminem: The Marshall Mathers LP
- Emmanuel: Corazón de melao (remixes)
- Enrique Bunbury: Pequeño cabaret ambulante
- Enya: A day without rain
- El Barrio: "La Fuente del Deseo"
- Elastica: The Menace
- Eros Ramazzotti: Estilo libre
- Evanescence: Origin (4 de noviembre).
- Finger Eleven: The Greyest of Blue Skies
- Fito Páez: Rey Sol
- Gillette: Sex tonight
- Godsmack: Awake
- Green Day: Warning
- Grupo Pesado Mil Historias
- Hanson: This time around
- Hevia: Al otro lado
- HIM: Razorblade romance
- Intocable Es para ti
- Iron Maiden: Brave new world
- Iván Villazón: Amores
- Jeans: [Jeans]
- Jesús Manuel Estrada: Con el alma en las manos
- Jorge Celedón: Romántico como yo
- José Luis Perales: Me han contado que existe un paraíso
- José María Cano: Josecano
- Joaquín Sabina: Nos sobran los motivos
- Juan Gabriel: Abrázame muy fuerte
- Juanes: Fíjate bien (17 de octubre).
- Julieta Venegas: Bueninvento
- Julio Iglesias: Noche de cuatro lunas
- Kabah: Xne
- Kylie Minogue: Light years
- La Ley: Uno
- La Oreja de Van Gogh: El viaje de Copperpot (11 de septiembre).
- Laura Pausini: Entre tú y mil mares.
- Laïs: Dorothea (15 de noviembre).
- Libido: Hembra
- Lifehouse: No Name Face
- Limp Bizkit: Chocolate Starfish and the hot dog flavored water
- Linkin Park: Hybrid Theory (24 de octubre).
- Los Alegres de la Sierra: Shaka’s vs. Shaka’s
- Los Alegres de la Sierra: Corridos y canciones
- Los Alegres de la Sierra: Los Shakas de la sierra
- Los Chiches del Vallenato: 10 Años Cantando al amor.
- Los Diablitos: Máxima expresión
- Los Inquietos del Vallenato: Eternamente
- Los Planetas: Unidad de desplazamiento
- Los Tigres del Norte: De paisano a paisano
- La Barranca: Rueda de los tiempos
- Luca Turilli: The king of the nordic twilight
- Lucero: Mi destino
- Luis Enrique: Evolución
- Luis Fonsi: Eterno
- Luis Miguel: Vivo
- Madonna: Music
- Mägo de Oz: Finisterra
- Malice Mizer:
- Malice Mizer: Shinwa (1 de febrero).
- Malice Mizer: Kyomu no naka de no yuugi (31 de mayo).
- Malice Mizer: Shiroi hada ni kuruu ai to kanashimi no rondo (26 de julio).
- Malice Mizer: Bara no Seidou (23 de agosto).
- Mandy Moore I wanna be with you
- María Gabriela Epumer: Perfume
- Marilyn Manson: Holy Wood (In the Shadow of the Valley of Death)
- Mark Knopfler: Sailing to Philadelphia
- Matchbox Twenty: Mad Season
- Megadeth: Capitol Punishment: the Megadeth years
- Metallica: I disappear
- Miguel Bosé y Ana Torroja: Girados en concierto
- Miguel Morales: Orgullo vallenato
- Módulos: Pensado y hecho... en la intimidad
- Mónica Naranjo: Minage
- Morbid Angel: Gateways to annihilation
- Morcheeba: Fragments of Freedom "Suka"
- Mötley Crüe: New Tattoo
- Mudvayne: L.D. 50
- Murder City Devils: In name and blood
- Myriam Hernández: + y más...
- Nelly Furtado: Whoa, Nelly! (disco debut).
- Nightwish: Wishmaster
- Noelia: Golpeando fuerte
- 'N Sync: No strings attached
- OV7: CD 00
- Oasis: Standing on the shoulder of giants
- Otpetye Moshenniki: Липкие руки 2
- Patricio Rey y sus Redonditos de Ricota: Momo sampler
- Paulina Rubio: Paulina
- Panda: Arroz con leche
- Pantera: Reinventing the steel
- Papa Roach: Infest
- Pearl Jam: Binaural
- Pedro Fernández: Yo no fui
- Pedro Suárez-Vértiz: Lo mejor de Pedro Suárez-Vértiz vol. 1
- Pink: Can't take me home
- PJ Harvey: Stories from the city, stories from the sea
- Placebo: Black market music
- Primal Scream: XTRMNTR
- Queens of the Stone Age: Rated R
- Radiohead: Kid A
- Rage Against The Machine: Renegades
- Rata Blanca: Grandes canciones
- Rhapsody of Fire: Dawn of victory
- Rialto: Girl on a Train
- Ricardo Arjona: Galería Caribe
- Ricky Martin: Sound Loaded
- Roberto Carlos: Amor sem límite
- Rocío Dúrcal: Caricias
- S Club 7: 7
- Servando y Florentino: Paso a paso
- Sean Paul: Stage one
- Shakira: Shakira MTV unplugged
- Simply Red: It´s only love
- Sinéad O'Connor: Faith and courage
- Siniestro Total: La historia del blues
- Ska-P: Planeta Eskoria
- Slash's Snakepit: Ain't life grand
- Snake: Dos Pasajes Paramarte
- Soraya: Cuerpo y alma
- Spice Girls: Forever
- Switchfoot: Learning to Breathe.
- Tierra Santa: Tierras de leyenda
- Thalía: Arrasando
- The Avalanches Since I Left You
- The Beatles: 1
- The Corrs: In blue
- The Cure: Bloodflowers
- The Hives: Veni vidi vicious
- The Offspring Conspiracy of one
- The Smashing Pumpkins: Machina/The machines of God
- The Smashing Pumpkins: Machina II/The friends & enemies of modern music
- The White Stripes: De Stijl
- Triana: Una historia de la luz y de la sombra
- Tryo: Tryo
- U2: All that you can't leave behind
- Underworld: Everything, everything
- Vader: Litany
- Warmen: Unknown soldier.
- Westlife: Coast to coast.
- Whigfield: Whigfield III
- Within Temptation: Mother Earth
- Yo La Tengo: And then nothing turned itself inside-out

## Televisión
..

## Premios Nobel
- Física: Zhorés Alfiórov, Herbert Kroemer, Jack S. Kilby.[22]
- Química: Alan J. Heeger, Alan G. MacDiarmid, Hideki Shirakawa.[22]
- Medicina: Arvid Carlsson, Paul Greengard, Eric Kandel.[22]
- Literatura: Gao Xingjian.[22]
- Paz: Kim Dae-Jung.[22]
- Economía: James Heckman, Daniel McFadden.[22]

## Premios Príncipe de Asturias
- Artes: Barbara Hendricks.[23]
- Ciencias Sociales: Carlo María Martini.[23]
- Comunicación y Humanidades: Umberto Eco.[23]
- Concordia: Real Academia Española y Asociación de Academias de la Lengua Española.[23]
- Cooperación Internacional: Fernando Henrique Cardoso.[23]
- Deportes: Lance Armstrong.[23]
- Investigación Científica y Técnica: Luc Montagnier y Robert C. Gallo.[23]
- Letras: Augusto Monterroso.[23]

## Premio Cervantes
- Francisco Umbral.[24]

## Creencias
Se tenía previsto que los sistemas computacionales comenzarían a fallar al no detectar la fecha del cambio de milenio (Ver: Problema del año 2000)